# Nemocnice Ivančice
Nemocnice Ivančice je zdravotnické zařízení v Ivančicích v okrese Brno-venkov. Sídlí v Široké ulici a disponuje 214 lůžky. Nemocnice funguje jako příspěvková organizace Jihomoravského kraje.

## Historie
Ivančická nemocnice vznikla roku 1859, kdy byla v Široké ulici, v domě Františka Reisingra, zřízena spolková nemocnice s 22 lůžky. Ta byla nahrazena novým a větším objektem, postaveným v témže místě v letech 1871–1872. K rozšíření došlo v roce 1897, kdy byl postaven infekční pavilon. Od roku 1904 je nemocnice veřejná. V roce 1924 byl vybudován nový infekční pavilon, který byl v roce 1951 přestavěn na gynekologicko-porodní oddělení. Roku 1959 byl zprovozněn nový pavilon interního oddělení, o 10 let později bylo rozšířeno chirurgické oddělení a další pavilon byl vybudován v letech 1987–1994. Mezi lety 2002 a 2005 došlo k celkové rekonstrukci nemocnice a zároveň výstavbě nového komplementárního pavilonu v centrální části areálu.
Za socialismu byla nemocnice součástí OÚNZ Brno-venkov, osamostatnila se v roce 1991 jako Nemocnice s poliklinikou Ivančice, jejímž zřizovatelem se stal okresní úřad. Od roku 2003 je jejím zřizovatelem Jihomoravský kraj, ve stejném roce rovněž získala nemocnice současný název.